# 兵庫県道519号菅生澗林田線
兵庫県道519号菅生澗林田線（ひょうごけんどう519ごう すごうだにはやしだせん）は、兵庫県姫路市を通る一般県道である。

## 概要
姫路市夢前町菅生澗から姫路市林田町六九谷に至る。

### 路線データ
- 起点：姫路市夢前町菅生澗（兵庫県道80号宍粟香寺線交点）
- 終点：姫路市林田町六九谷（国道29号交点）
- 総延長：5.685 km

## 路線状況

### 重複区間
- 兵庫県道413号護持下伊勢線（姫路市林田町大堤 - 姫路市林田町上伊勢）

### 道路施設

#### 橋梁
- 八幡橋（林田川、姫路市）

## 地理

### 通過する自治体
- 兵庫県
  - 姫路市

### 交差する道路
| 交差する道路                                              | 交差する場所     | 交差する場所 |
| --------------------------------------------------------- | ---------------- | ------------ |
| 兵庫県道80号宍粟香寺線 兵庫県道411号山之内莇野姫路線 重複 | 夢前町菅生澗     | 起点         |
| 兵庫県道413号護持下伊勢線 重複区間起点                    | 林田町大堤       |              |
| 兵庫県道413号護持下伊勢線 重複区間終点                    | 林田町上伊勢     |              |
| 国道29号                                                  | 林田町六九谷（） | 終点         |

### 沿線
- 姫路市立林田小学校

### 峠
- 大堤峠（姫路市）